# Laurens de Graaf
Laurens Cornelis Boudewijn de Graaf (1653 ca. – 1704) è stato un pirata e mercenario olandese.
De Graaf militò tra i bucanieri del Mar dei Caraibi e servì anche come ufficiale nella marina militare francese. Presso gli spagnoli era noto anche come Laurencillo, Lorencillo o El Griffe, presso i francesi come Sieur de Baldran o semplicemente De Graff. Si guadagnò il soprannome di Gesel van de West (olandese: "Flagello d'Occidente") e fra gli spagnoli c'era chi lo credeva il diavolo in persona.

## Biografia
Le fonti descrivono de Graaf come un uomo alto, biondo, con dei vistosi baffi e di aspetto attraente. Molti dati su di lui però sono leggendari. Anche le date della sua nascita e morte non sono certe. Alcuni storici ipotizzano che fosse mulatto ("El Griffe" era un soprannome usato spesso per chi aveva genitori di etnie diverse). Si sa che venne catturato da negrieri spagnoli e deportato nelle isole Canarie, a lavorare in una piantagione. Nel 1674 però era un uomo libero (forse era fuggito), allorché sposò la sua prima moglie, (François) Petronilla de Guzmán.
La sua carriera da pirata cominciò poco dopo il matrimonio, come corsaro al soldo della Francia. Alla sua ciurma si unirono nel corso degli anni numerosi bucanieri olandesi, tra cui Jan Willems e Michel Andrieszoon, che furono suoi ufficiali.
Nel 1679 de Graaf sottrasse all'Armada de Barlovento (una formazione navale militare spagnola, impiegata nella protezione delle rotte marittime) una fregata armata con 24-28 cannoni, che ribattezzò Tigre. Più tardi, ebbe uno scontro con un'altra nave dell'Armada, la Principesa, che costrinse alla resa dopo un combattimento di diverse ore. In uno slancio di magnanimità, concesse al capitano sconfitto le cure del proprio medico di bordo. Tenne però per sé la Principesa, che ribattezzò Francesca, ne fece la nuova nave ammiraglia della sua flotta e si ritirò a Petit-Goâve con un bottino di 120.000 pesos d'argento.
Laurens de Graaf si associò al bucaniere olandese Nicholas van Hoorn e al francese Michel de Grammont, per attaccare la ricca città di Veracruz, sulle coste messicane. Van Hoorn aveva precedentemente catturato una coppia di galeoni spagnoli presi di mira da de Graaf e, per ripagarlo del colpo fallito, gli aveva proposto di unirsi a lui e a Grammont. I bucanieri misero in campo 13 navi e circa 1300 uomini. I due galeoni catturati da van Hoorn servirono come diversivo: la guardia del porto di Veracruz li lasciò approdare senza sospettare nulla, mentre due gruppi di pirati, l'uno guidato da de Graaf e da Jan Willems, l'altro da van Hoorn, sbarcarono di nascosto a poca distanza e assalirono di sorpresa le fortificazioni. Veracruz fu saccheggiata il 17 maggio 1683 e i bucanieri fecero un enorme bottino, che includeva numerosi prigionieri, per i quali intendevano estorcere alle autorità spagnole un lauto riscatto. Ma quando van Hoorn, spazientito dall'attesa, uccise alcuni ostaggi, de Graaf venne alle spade con lui e nel successivo duello gli procurò una ferita mortale. I bucanieri quindi ripresero il mare.
Nel novembre del 1683 Laurens de Graaf, con una squadra di sette navi, approdò nei pressi di Cartagena. Il governatore spagnolo Juan de Pando Estrada, per prevenire l'attacco pirata, fece armare tre navi negriere e gliele inviò contro. Ma nel combattimento che seguì i bucanieri ebbero la meglio, affondarono una delle navi nemiche e catturarono le altre due. La San Francisco fu ribattezzata da de Graaf Fortuna, e in seguito Nettuno, e divenne la sua nuova nave ammiraglia; la Paz fu ribattezzata Mutine e assegnata al comando di Andrieszoon, mentre la Francesca a Jan Willems. In compenso de Graaf rilasciò molti dei prigionieri spagnoli e mandò a ringraziare il governatore per i "regali di Natale" (era infatti il giorno di Natale). I pirati poterono quindi imporre il blocco alla città. A gennaio vennero raggiunti da una squadra inglese, che recò a de Graaf una lettera della moglie, stando alla quale la Spagna gli offriva il perdono reale. Ma de Graaf non si fidò e decise quindi di tornarsene con i suoi uomini a Petit-Gôave.
Il 6 luglio 1685 la ciurma di de Graaf partecipò all'assalto dei bucanieri a Campeche, cui prese parte anche Michel de Grammont. Gli spagnoli furono sconfitti, ma la popolazione della città approfittò della lunga durata dello scontro per mettersi in salvo, portando con sé i propri beni. Dopo due mesi di saccheggi poco fruttuosi, i furibondi bucanieri cominciarono quindi ad incendiare le case ed accanirsi sui prigionieri, e nuovamente de Graaf entrò in rotta con i suoi alleati per questa ragione. I bucanieri quindi si divisero, e nei pressi della penisola dello Yucatán de Graaf si imbatté in una flottiglia spagnola, alla quale, dopo due giorni di battaglia disperata, riuscì a sfuggire gettando fuori bordo carico e cannoni per alleggerire la nave.
Negli anni che seguirono, Laurens de Graaf colpì ancora ripetutamente navi e possedimenti spagnoli e inglesi nel Mar dei Caraibi, combattendo in favore della Francia. Ma nel 1691, quando tentò l'attacco a Santo Domingo, fu duramente sconfitto dagli spagnoli e solo per poco riuscì a salvare la propria vita. Due anni dopo sposò in seconde nozze la bucaniera francese Anne Dieu-le-veut. Tornò a colpire la Giamaica, e gli inglesi si vendicarono nel 1695 con un attacco a Port-de-Paix, dove catturarono la famiglia di de Graaf.
Non si sa con certezza quando e dove Laurens de Graaf morì. Le ultime notizie su di lui riportano che egli andò a sostenere una colonia nella Louisiana francese, nei pressi dell'odierna Biloxi, nei primi anni del XVIII secolo.